# Červí díra

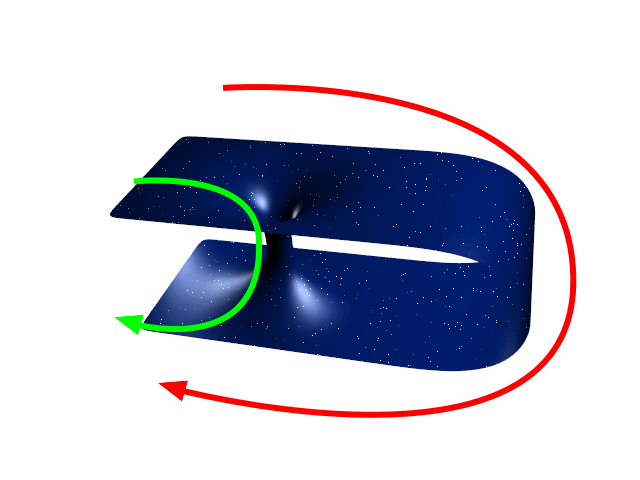
3D analogie k červí díře.

Červí díra je ve fyzice hypotetický objekt umožněný schopností časoprostoru utvořit „zkratku“ přes prostor a čas. Červí díra nemá souvislost s černou dírou.
Tento fenomén byl poprvé popsán roku 1935 společně vědci Albertem Einsteinem a Nathanem Rosenem jako tzv. „Einsteinův–Rosenův most“ (což je ale jen jeden z hypoteticky možných druhů červích děr). Název „červí díra“ se pak vysvětluje analogií k červovi, který se z jednoho bodu povrchu jablka prokousává jablkem samotným k jinému bodu na jeho povrchu, necestuje tedy (dvoudimenzionálně) po povrchu jablka, ale užívá (třídimenzionální) zkratky právě červí dírou.
Obdobně – dle teorie – lze pak překlenout dva velice vzdálené body ve vesmíru, využívaje zakřivení časoprostoru. Pozorovatel prošlý červí dírou nikde nepřekračuje hranici rychlosti světla, přesto ale má v důsledku překonávat vzdálenost mezi startem a cílem daleko rychleji než světelný paprsek letící přímo. I toto je ale na základě ER=EPR zpochybňováno, a i kdyby červí díra existovala, bylo by cestování pomalejší než klasické.
Většina dnes známých řešení rovnic obecné teorie relativity obsahujících červí díru je buďto nestabilních, nebo využívá exotické formy hmoty (zpravidla v extrémně velkých množstvích).

## Ve sci-fi
Takovému fyzikálnímu útvaru se dostalo pozornosti autorů sci-fi, kteří ve svých dílech používají metod cestování nadsvětelnou rychlostí (Faster Than Light – FTL).

### Výskyt
- Star Trek (seriál) – Přestože hlavní metodou cestování nadsvětelnou rychlostí je warp, vyskytuje se v něm několik červích děr. Nejznámější a jediná stabilní je bajorská červí díra u stanice Deep Space Nine.
- knihy Davida Webera a Honor Harringtonové – I zde existuje jiná metoda cestování nadsvětelnou rychlostí, ovšem červí díry jsou preferovány pro výrazně větší rychlost. Hvězdné soustavy s větším množstvím (stabilních) červích děr jsou důležitými strategickými body.
- knihy Petera F. Hamiltona Pandořina hvězda, Jidáš zbavený pout – Lidstvo díky technologii červích děr cestuje mezihvězdným prostorem nadsvětelnou rychlostí, jsou budovány a udržovány jako dopravní tepny s pravidelným provozem nebo se razí pro cestu konkrétní lodi na zadané koordináty
- Stargate SG-1, Stargate Atlantis a Stargate Universe (seriály) – Pro přesun vesmírných lodí se používá hyperprostor, významné jsou ovšem i artefakty zvané hvězdné brány, stroje schopné propojit se mezi sebou červí dírou a přenášet po omezenou dobu (38 minut, za určitých podmínek může být tato doba neomezena) jedním směrem hmotu a oběma směry informace.
- Battlestar Galactica (seriál) – Zde se pro přesun lodí koloniální flotily používaly motory FTL, jejichž palivo bylo vzácné tilium vyskytující se na některých meteorech.
- Farscape (seriál)
- Kontakt (1997, film)
- Červený trpaslík (seriál), zvaná jako časová díra (time hole)
- Futurama (1999, seriál)
- Deja Vu (2006, film)
- Thor (2011, film)
- Crysis 3 (hra)
- Interstellar (2014, film)
- Horizont události (1997, film)
- Městečko záhad – bezedná díra v epizodě 14, hlavní postavy spadnou do červí díry
- The Flash (2014, seriál)
- Doctor Who (seriál)
- Thor: Ragnarok (2017, film. Thor a Hulk utíkají z planety Sakaar Ďáblovou řití)
- Strážci Galaxie Vol. 2 (2017, strážci používají „vstupní body“ pro skoky vesmírem)
- Avengers: Infinity War (2018, film)
- Futurama: Roswell That Ends Well – Fry při implozi hvězdy dá do mikrovlnné trouby popcorn v alobalu, to vytvoří průchod do minulosti a ocitnou se v červenci roku 1947
- In Space With Markiplier – Part 1 – Loď Invincible II  je zaseknutá v červí díře, a proto je možné pro Kapitána cestovat mezi časem a prostorem. Teleportace na místo je náhodná a není možné určit, kde je jeho další destinace. Taktéž může za pomocí červí díry cestovat v čase, to ale také nemůže nijak ovlivnit.
- Terra Invicta – V této hře mimozemský druh vytvoří červí díru do Kuiperova pásu, skrze kterou posílá do Sluneční soustavy invazní síly. Tato červí díra funguje podle principu „Ellisovy odtokové“ (Ellis drainhole), a je tedy asymetrická (do Sluneční soustavy je možné posílat více hmoty než zpátky). Tato forma červí díry také není tvořena singularitou a nemá horizonty událostí.